# Nura Salem
Nura Salem es una deportista egipcia que compite en judo. Ganó una medalla de bronce en el Campeonato Africano de Judo de 2025, en la categoría de –48 kg.

## Palmarés internacional
| Campeonato Africano | Campeonato Africano      | Campeonato Africano | Campeonato Africano |
| Año                 | Lugar                    | Medalla             | Categoría           |
| ------------------- | ------------------------ | ------------------- | ------------------- |
| 2025                | Abiyán (Costa de Marfil) | Medalla de bronce   | –48 kg              |